# Vorst (Brussel)

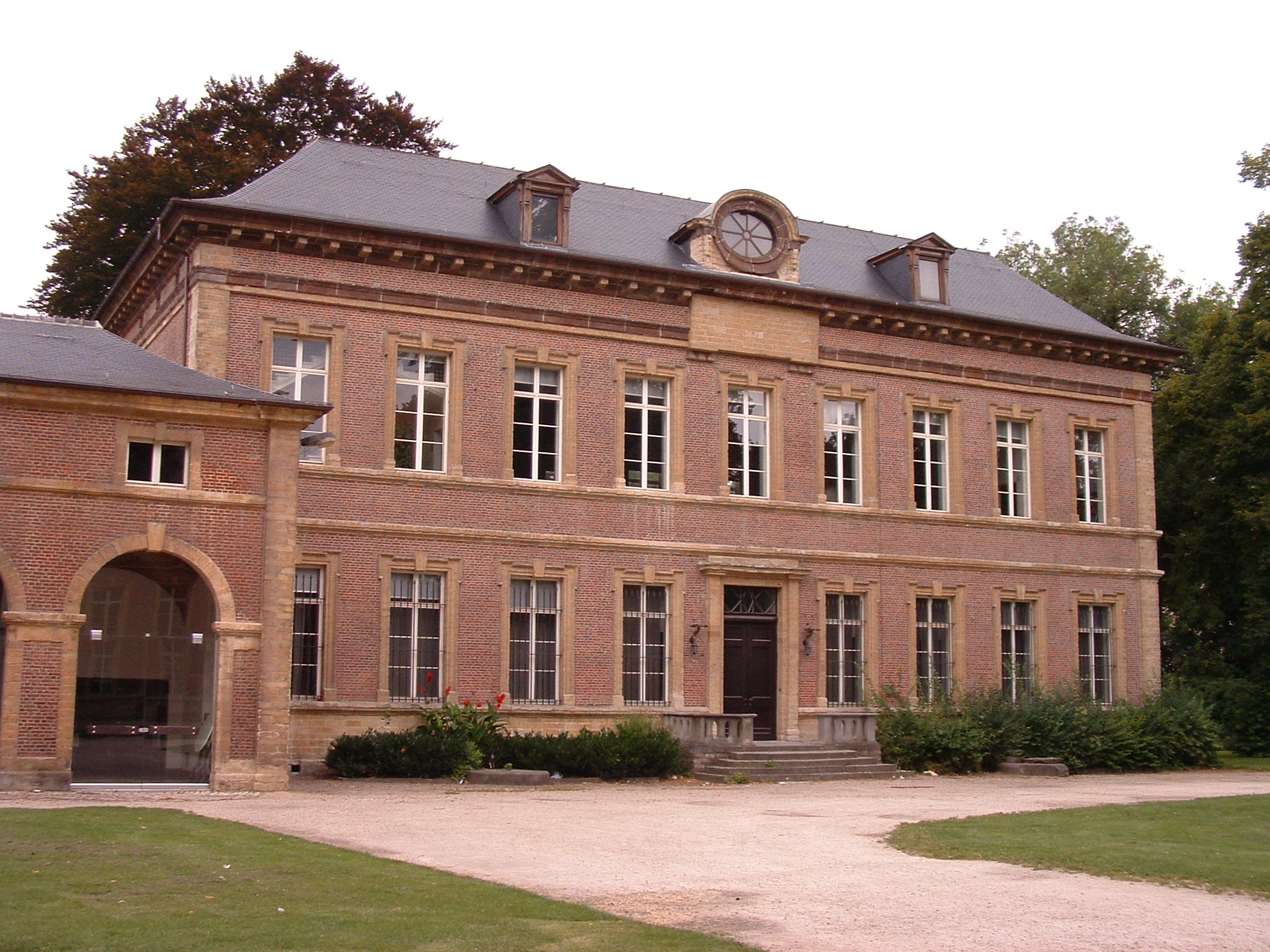
De voormalige abdij van Vorst
(Foto: G. Debognies)

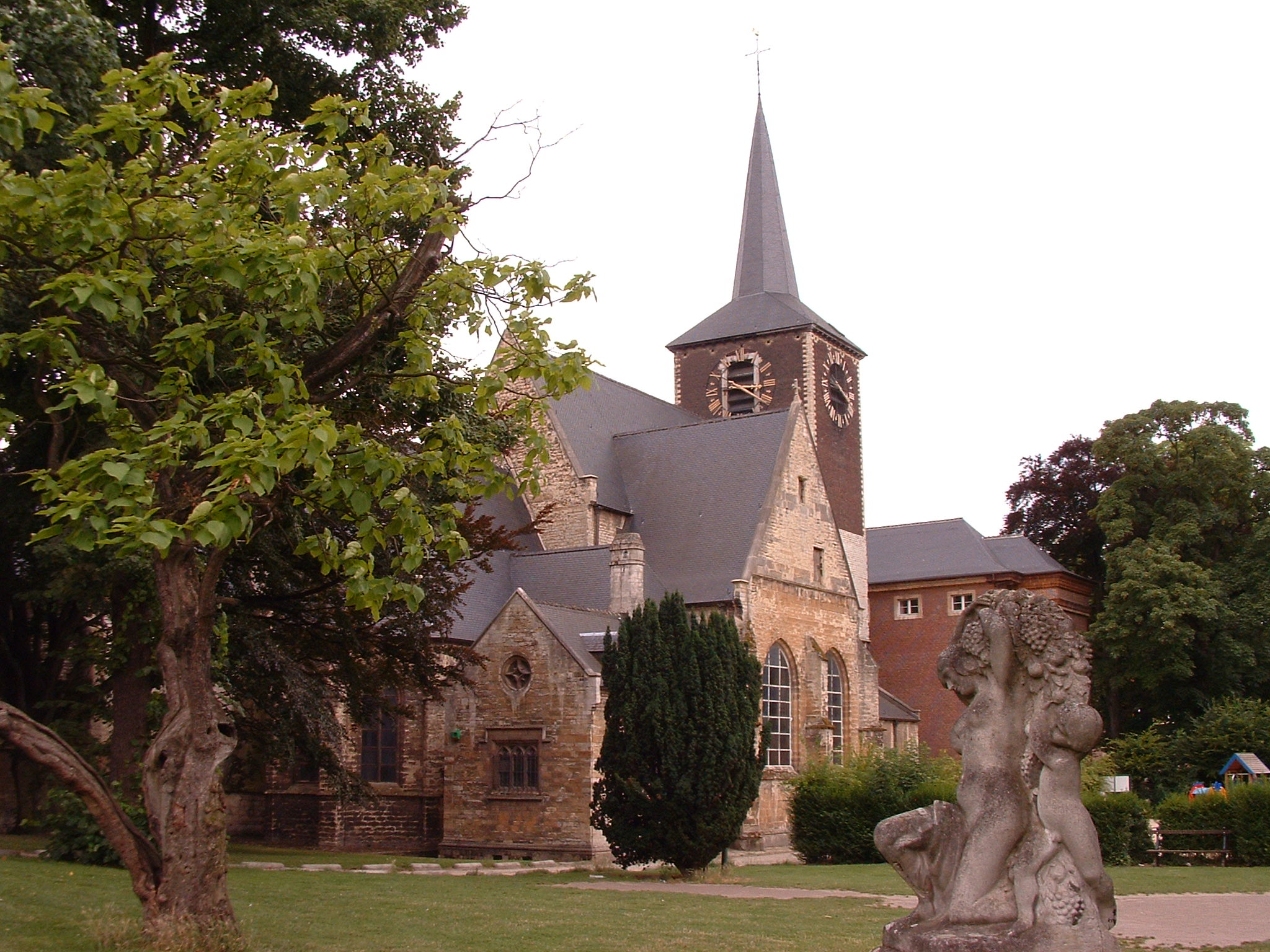
De Sint-Denijskerk
(Foto: G. Debognies)

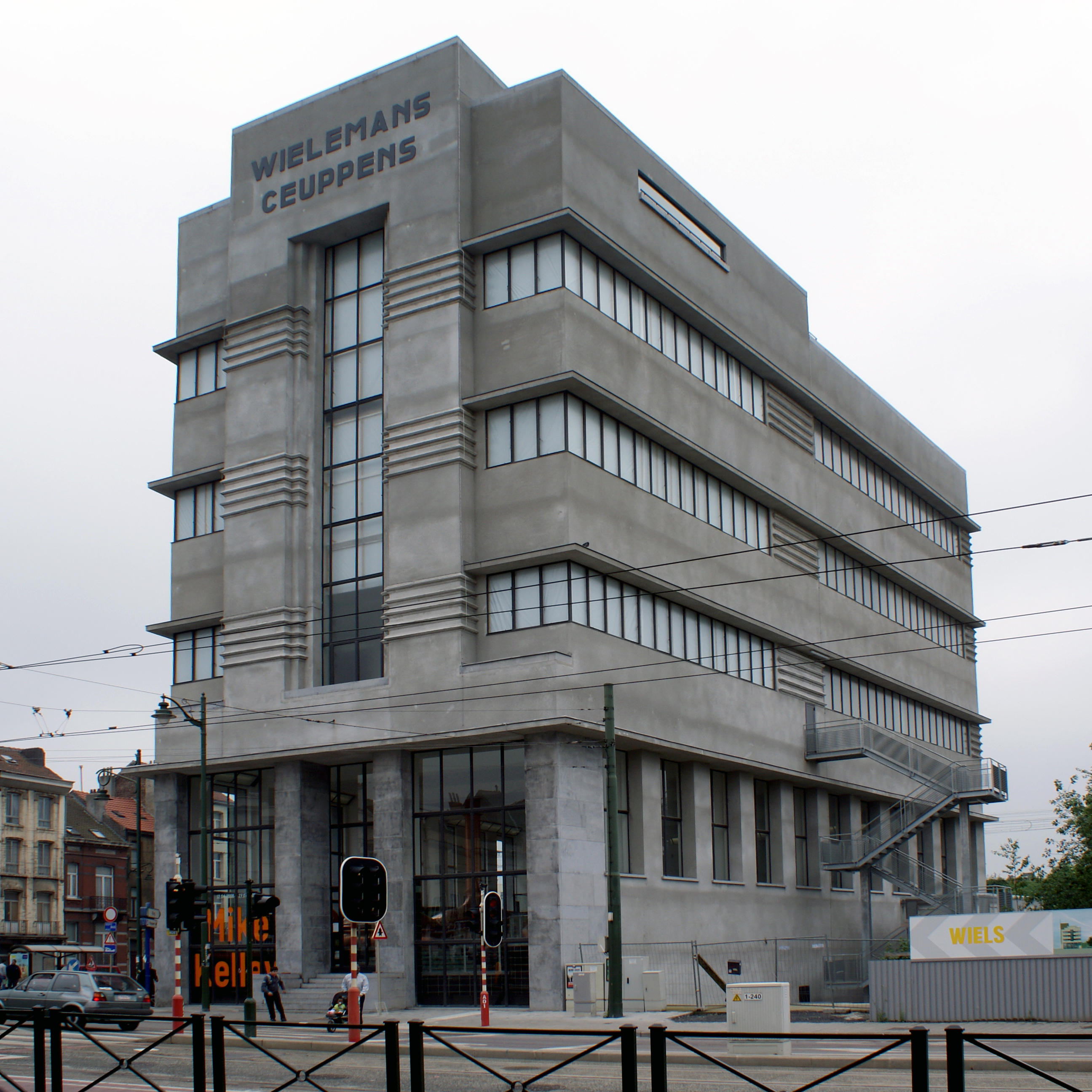
De oude bierbrouwerij Wielemans-Ceuppens aan de kruising van de van Volxemlaan en de Wielemans-Ceuppenslaan

Vorst (Frans: Forest) is een plaats en gemeente in het zuidwesten van het Brussels Hoofdstedelijk Gewest. De gemeente ligt op de oostelijke helling van de Zennevallei, is tegelijk woon- en industriegemeente en telt ruim 58.000 inwoners .
Vorst heeft twee spoorwegstations. Station Vorst-Zuid ligt aan spoorlijn 96 en Station Vorst-Oost ligt aan spoorlijn 124.

## Geschiedenis

### Etymologie
De naam Vorst gaat terug naar de Latijnse termen foris en forestum die een terrein aanduidden dat uitsluitend door de adel mocht worden gebruikt en niet voor het publiek toegankelijk was. Deze benaming werd overgenomen in de Nederlandse taal van de eerste bewoners van de gemeente: Vorstbosch betekent immers bos (bosch) van de prins (vorst).

### Ontstaan
Vorst ontstond in de 7e eeuw, rond het Sint-Denijsplein, aan de oevers van de – nu ondergrondse – Geleytsbeek. Het oude dorp bevindt zich aan de oostelijke zijde van de drassige Zenne-vallei. Een eerste kerk, op de plaats van de huidige Sint-Denijskerk, werd gewijd aan Sint Dionysios de Areopagiet, die door Sint Paulus bekeerd werd en de eerste bisschop van Athene werd.
Vorst groeide uit dankzij de voormalige benedictinessenabdij rond het huidige Sint-Denijsplein. In de middeleeuwen was Vorst door een weg verbonden met Brussel via Sint-Gillis. Ten zuidoosten van het dorp was er een brug waar de Zenne overgestoken kon worden richting de naburige gemeente Ruisbroek.

### Sociaal-economische ontwikkeling
Door de vestiging van industrie en daarmee gepaard gaande de komst van arbeiders, ambtenaren en gegoede burgerij, evolueerde het centrum van Vorst tussen 1830 en 1870 van landelijk dorp tot verstedelijkte gemeente. Tussen 1875 en 1900 werden nieuwe, grote lanen aangelegd (onder meer de Fonsny-, Van Volxem-, Brugmann-, en Albertlaan), alsook verschillende nieuwe woonwijken, waardoor de industrialisering en verstedelijking nog toenam. Tussen de beide wereldoorlogen raakte het volledige centrum bebouwd. In 1926 vestigde Citroën in de Sint-Denijsstraat haar eerste autofabriek buiten Frankrijk. Op een naburig terrein opende Volkswagen in 1948 een nog grotere fabriek. Citroën sloot in 1980 en de gebouwen werden zeven jaar later ingenomen door Volkswagen. Tegenwoordig (2024) wordt daar de elektrische Audi Q8 e-tron gebouwd.

## Bezienswaardigheden
- In het oude centrum:
  - het opmerkelijke gemeentehuis van Vorst van architect Jean-Baptiste Dewin in art-decostijl (ingehuldigd in 1938), met zijn imposante voorgevel (56 m lang) en toren (48m hoog).
  - aan de overkant van de straat de in oorsprong 13e-eeuwse, maar diverse malen herbouwde en uitgebreide Sint-Dionysiuskerk of Sint-Denijskerk, met 15e-eeuwse kapel van Sint-Alena en interessant interieur.
  - daarbij aansluitend de 18e-eeuwse gebouwen van de Abdij van Vorst (gesticht in 1106 en opgeheven in 1796), die nu dienstdoen als (Franstalig) cultureel centrum.
  - de Sint-Dionysiusfontein.

- Buiten het centrum:

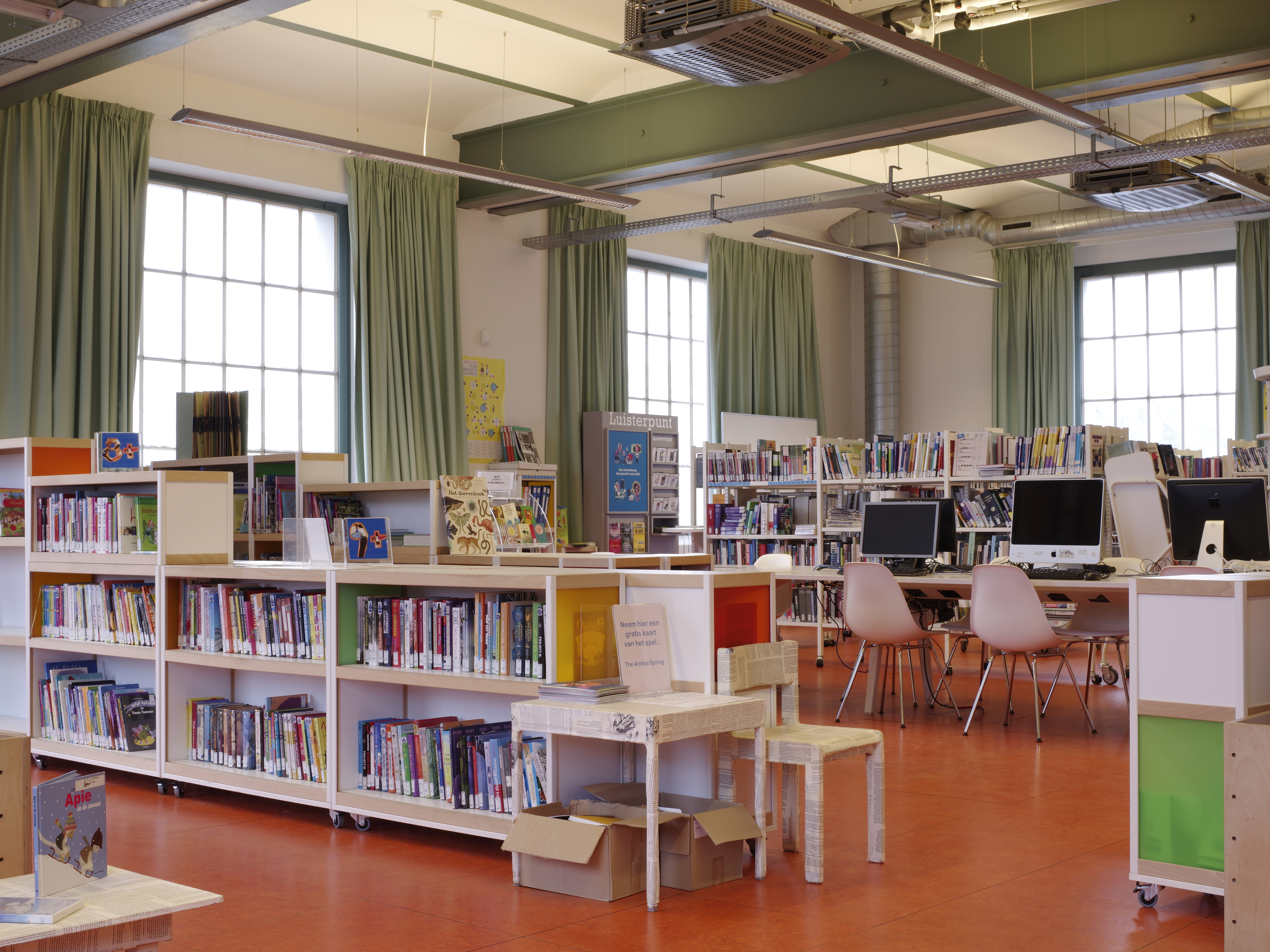
BLI:B, openbare bibliotheek Vorst, in Van Volxemlaan 364 te 1190 Vorst.

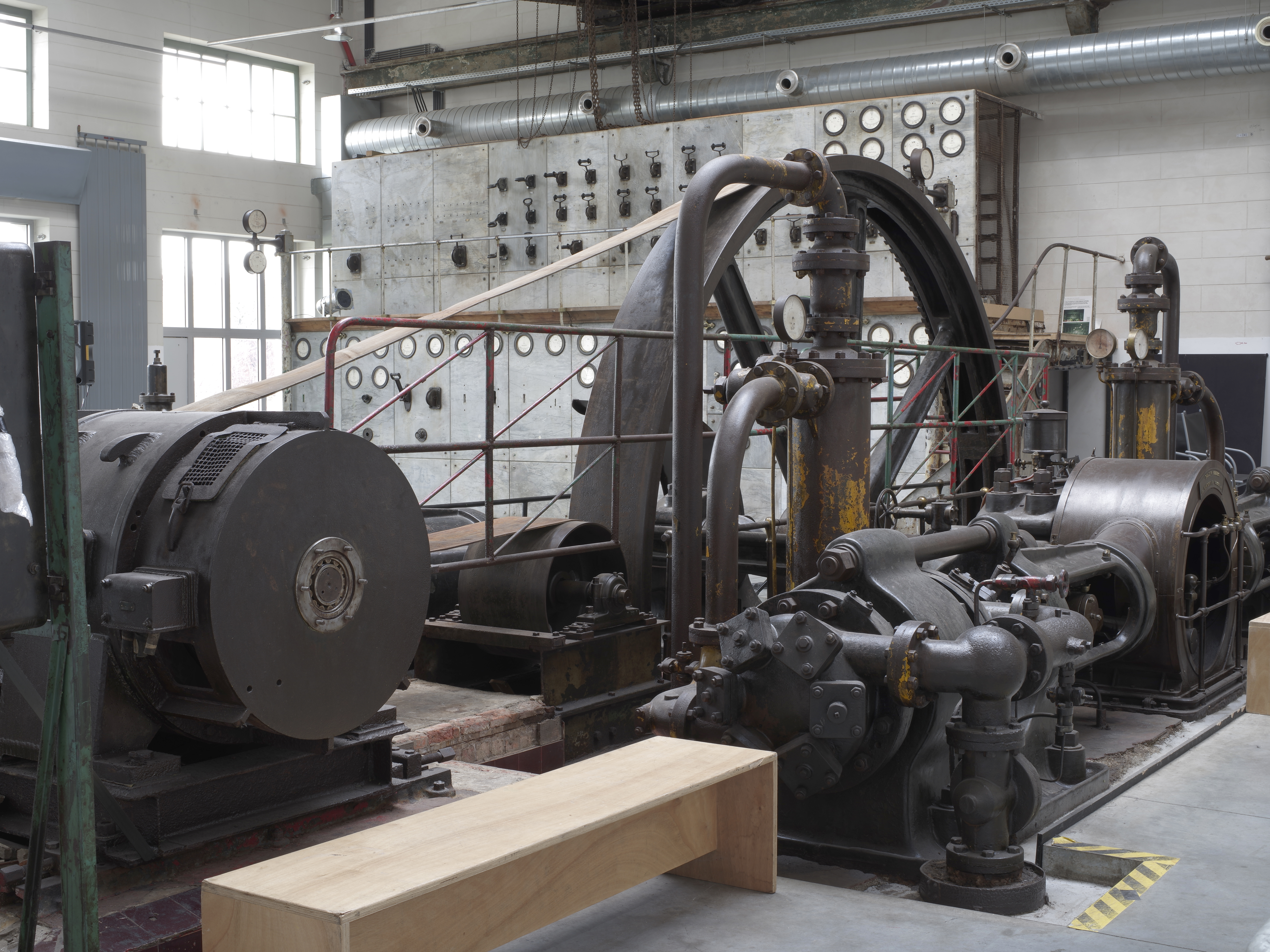
BRASS, de machinezaal van de voormalige brouwerij Wielemans-Ceuppens in Van Volxemlaan 364 te 1190 Vorst.

  - het schilderachtige Dudenpark (23 ha) en het ernaast gelegen Park van Vorst (13 ha).
  - op het Hoogte Honderdplein (= geodetisch punt van 100 m hoogte boven de zeespiegel) staat de Sint-Augustinuskerk (1927-1935), in art-decostijl.
  - Vorst Nationaal (1969-1970), een uitgestrekte evenementenhal, goed bekend in de wereld van amusement, kunst en cultuur, onder meer voor de talrijke optredens van allerlei internationale beroemdheden.
  - het Nederlandstalig cultureel centrum Ten Weyngaert, dat plaats biedt voor theater- en kindervoorstellingen, muziek, cursussen en vorming en een bioscoopzaal
  - de gerestaureerde gebouwen van de oude bierbrouwerij Wielemans-Ceuppens, bekend van het biermerk Wiels. Het gebouw Blomme is nu het kunstencentrum WIELS. In het Brassgebouw zijn het Forest Centre Culturel en bli:b, de Nederlandstalige openbare bibliotheek van Vorst gevestigd.
  - de moskee in de Berthelotstraat, een voormalig zwembad in art deco.
  - de eigen woning van architect Arthur Nelissen in de Kemmelbergstraat, een voorbeeld van geometrische art nouveau.
  - Pius X-kerk
  - Heilige Maria Moeder Godskerk
  - Sint-Antonius van Paduakerk

### Beschermd erfgoed
- Lijst van beschermd onroerend erfgoed in Vorst

## Natuur en landschap
Het sterk verstedelijkte Vorst ligt aan de Zenne. De hoogte varieert van 21 meter in het westen tot 106 meter in het oosten, zie Hoogte Honderd.
Parken en natuurgebieden in Vorst zijn:
- Het Dudenpark
- Het Gewestelijk Park Abt Froidure
- Het Jacques Brelpark
- Het Jupiterpark
- Het Marconipark
- Het Park van Vorst

## Politiek

### Resultaten gemeenteraadsverkiezingen sinds 1976
| Partij of kartel     | Partij of kartel                     | 10-10-1976 | 10-10-1976 | 10-10-1982 | 10-10-1982 | 9-10-1988 | 9-10-1988 | 9-10-1994 | 9-10-1994 | 8-10-2000 | 8-10-2000 | 8-10-2006 | 8-10-2006 | 14-10-2012 | 14-10-2012 | 14-10-2018 | 14-10-2018 | 13-10-2024 | 13-10-2024 |
| Stemmen / Zetels     | Stemmen / Zetels                     | %          | 37         | %          | 37         | %         | 37        | %         | 35        | %         | 35        | %         | 35        | %          | 37         | %          | 37         | %          | 37         |
| -------------------- | ------------------------------------ | ---------- | ---------- | ---------- | ---------- | --------- | --------- | --------- | --------- | --------- | --------- | --------- | --------- | ---------- | ---------- | ---------- | ---------- | ---------- | ---------- |
|                      | PTB-PVA1/ PTB2/ PTB-PVDA3/ PTB*PVDA4 | 0,51       | 0          | 0,221      | 0          | 0,282     | 0         | 0,522     | 0         | 0,383     | 0         | -         |           | -          |            | 10,854     | 4          | 21,203     | 8          |
|                      | PS1/ LB2/ PS-Vooruit3                | 22,511     | 9          | 16,891     | 7          | 24,911    | 11        | 23,711    | 9         | 23,921    | 9         | 30,731    | 12        | 31,181     | 14         | 24,722     | 10         | 24,793     | 9          |
|                      | ECOLO1/ Ecolo-Groen2                 | -          |            | 7,341      | 2          | 7,161     | 2         | 8,431     | 2         | 19,121    | 7         | 19,381    | 7         | 17,722     | 7          | 25,262     | 11         | 20,772     | 8          |
|                      | PSC1/ PSCVP2/ cdH3/ Les Engagés4     | 11,061     | 4          | 7,811      | 2          | 10,331    | 3         | 4,982     | 1         | -         |           | -         |           | 8,493      | 3          | 7,563      | 2          | 7,434      | 2          |
|                      | CVP-PVV1/ VLD2/ VLD-CD&V-O3          | -          |            | 3,61       | 0          | -         |           | -         |           | 1,712     | 0         | 3,53      | 0         | -          |            | -          |            | -          |            |
|                      | PRL1/ PRL-FDFC/ LBD/ MR3/ MR+DéFI4   | 15,21      | 5          | 17,81      | 8          | 26,681    | 11        | 25,611    | 10        | 36,08C    | 15        | 40,08D    | 16        | 24,873     | 10         | 15,333     | 6          | 25,824     | 10         |
|                      | FDF1/ DéFI2                          | 40,161     | 17         | 34,91      | 16         | 22,031    | 9         | 17,291    | 7         | 36,08C    | 15        | 40,08D    | 16        | 10,361     | 3          | 11,702     | 4          | 25,824     | 10         |
|                      | IF                                   | -          |            | -          |            | -         |           | -         |           | 10,83     | 3         | -         |           | -          |            | -          |            | -          |            |
|                      | IRIS                                 | -          |            | -          |            | -         |           | 12,63     | 4         | -         |           | -         |           | -          |            | -          |            | -          |            |
|                      | FN                                   | -          |            | -          |            | -         |           | 9,64      | 3         | -         |           | -         |           | -          |            | -          |            | -          |            |
|                      | VORST                                | -          |            | -          |            | 4,46      | 1         | -         |           | -         |           | -         |           | -          |            | -          |            | -          |            |
|                      | UDRT-RAD                             | -          |            | 6,06       | 2          | -         |           | -         |           | -         |           | -         |           | -          |            | -          |            | -          |            |
|                      | E Vorst                              | 6,54       | 2          | -          |            | -         |           | -         |           | -         |           | -         |           | -          |            | -          |            | -          |            |
| Anderen(*)           | Anderen(*)                           | 4,03       | 0          | 5,38       | 0          | 4,14      | 0         | 1,16      | 0         | 2,97      | 0         | 6,30      | 0         | 7,39       | 0          | 4,59       | 0          | -          |            |
| Totaal stemmen       | Totaal stemmen                       | 32.434     | 32.434     | 27.590     | 27.590     | 24.438    | 24.438    | 22.079    | 22.079    | 22.242    | 22.242    | 24.152    | 24.152    | 24.028     | 24.028     | 25.242     | 25.242     | 25.468     | 25.468     |
| Opkomst %            | Opkomst %                            |            |            |            |            | 86,99     | 86,99     | 85,6      | 85,6      | 84,25     | 84,25     | 87,63     | 87,63     | 83,14      | 83,14      | 84,66      | 84,66      | 81,03      | 81,03      |
| Blanco en ongeldig % | Blanco en ongeldig %                 | 4,8        | 4,8        | 5,46       | 5,46       | 5,9       | 5,9       | 4,79      | 4,79      | 4,22      | 4,22      | 5,53      | 5,53      | 4,99       | 4,99       | 5,92       | 5,92       | 5,49       | 5,49       |

De rode cijfers naast de gegevens duiden aan onder welke naam de partijen telkens bij een verkiezing opkwamen.

De zetels van de gevormde meerderheid staan vetjes afgedrukt. De grootste partij is in kleur.

(*) 1976: VIVO (4,03%) / 1982: VIVO (2,46%), Volksunie (1,75%), MSN (1,17%) / 1988: AF (0,69%), EVA (1,59%), IC_GB (1,86%) / 1994: Vlaams Blok (1,66%), PLUS (0,5%) / 2000: FNB (2,78%), P.H. (0,19%) / 2006: Alternative Forestoise (3,55%), MCCF (2,75%) / 2012: Forest PLUS (3,92%), N-VA (2,23%), Nation (1,24%) / 2018: Forest En Mieux (3,80%), Chrétien (0,79%) 
De grootste partij staat in kleur.

### Representativiteit
Voor Vorst, net zoals voor de andere gemeenten van het Brussels Hoofdstedelijk Gewest, geldt dat het aantal kiezers in verhouding tot het aantal inwoners erg laag ligt, zowel absoluut als in vergelijking met de rest van het land. Dit is het gevolg van het hoge aandeel niet Belgische inwoners (ook al kunnen deze onder bepaalde voorwaarden over gemeentelijk stemrecht beschikken). Daarnaast ligt ook het aantal kiezers dat niet komt opdagen, ondanks de stemplicht, erg hoog zodat het totaal aantal uitgebrachte stemmen, inclusief ongeldige en blanco, in de 19 gemeenten van het gewest slechts 44,66% van het aantal inwoners bedraagt. Vorst scoort nauwelijks beter met een verhouding van 45,07% uitgebrachte stemmen/inwoners.

#### Verhouding kiezers/inwoners en absenteïsme bij de gemeenteraadsverkiezingen van 14 oktober 2012
- Vorst: 54,21% (kiezers/inw.) – 16,86% (absenteïsme)
- Totaal Brussels Gewest : 53,89% (kiezers/inw.) – 17,14% (absenteïsme)

Ter vergelijking:
- Vlaamse provinciehoofdsteden: 69,30% (kiezers/inw.) – 12,12% (absenteïsme)
- Waalse provinciehoofdsteden: 69,04% (kiezers/inw.) – 17,31% (absenteïsme)

### Burgemeesters van Vorst
- 1903–1904 Auguste Heene
- 1946/7–1958/9 Henri Dulieu
- 1958/9–1970/1 Léon Wielemans (1889–1972), bierbrouwer
- 1971–1976 Jacques Lepaffe (FDF)
- 1977–1988 André Degroeve (PS)
- 1989–2000 Magda De Galan (PS)
- 2001–2007 Corinne De Permentier (MR)
- 2007–2012 Magda De Galan (PS)
- 2012–2018 Marc-Jean Ghyssels (PS)
- 2018-2022 Stéphane Roberti (Ecolo)[7][8]
  - 2020-2022: Mariam El Hamidine (Ecolo) (waarnemend)
- 2022-2024 Mariam El Hamidine (Ecolo)
- 2024-heden Charles Spapens (PS)

## Demografische ontwikkeling
- Bronnen:NIS, Opm:1806 tot en met 1981=volkstellingen; 1990 en later= inwonertal op 1 januari

| Inwoners van jaar tot jaar op 1 januari 1992 tot heden | Inwoners van jaar tot jaar op 1 januari 1992 tot heden | Inwoners van jaar tot jaar op 1 januari 1992 tot heden |
| jaar                                                   | Aantal                                                 | Evolutie: 1992=index 100                               |
| ------------------------------------------------------ | ------------------------------------------------------ | ------------------------------------------------------ |
| 1992                                                   | 45.957                                                 | 100,0                                                  |
| 1993                                                   | 46.161                                                 | 100,4                                                  |
| 1994                                                   | 45.853                                                 | 99,8                                                   |
| 1995                                                   | 45.577                                                 | 99,2                                                   |
| 1996                                                   | 45.512                                                 | 99,0                                                   |
| 1997                                                   | 45.752                                                 | 99,6                                                   |
| 1998                                                   | 45.365                                                 | 98,7                                                   |
| 1999                                                   | 45.465                                                 | 98,9                                                   |
| 2000                                                   | 45.555                                                 | 99,1                                                   |
| 2001                                                   | 46.048                                                 | 100,2                                                  |
| 2002                                                   | 46.812                                                 | 101,9                                                  |
| 2003                                                   | 47.313                                                 | 103,0                                                  |
| 2004                                                   | 47.426                                                 | 103,2                                                  |
| 2005                                                   | 47.555                                                 | 103,5                                                  |
| 2006                                                   | 47.719                                                 | 103,8                                                  |
| 2007                                                   | 48.284                                                 | 105,1                                                  |
| 2008                                                   | 48.849                                                 | 106,3                                                  |
| 2009                                                   | 49.757                                                 | 108,3                                                  |
| 2010                                                   | 50.258                                                 | 109,4                                                  |
| 2011                                                   | 51.838                                                 | 112,8                                                  |
| 2012                                                   | 53.312                                                 | 116,0                                                  |
| 2013                                                   | 54.024                                                 | 117,6                                                  |
| 2014                                                   | 54.524                                                 | 118,6                                                  |
| 2015                                                   | 55.012                                                 | 119,7                                                  |
| 2016                                                   | 55.613                                                 | 121,0                                                  |
| 2017                                                   | 55.746                                                 | 121,3                                                  |
| 2018                                                   | 56.008                                                 | 121,9                                                  |
| 2019                                                   | 56.289                                                 | 122,5                                                  |
| 2020                                                   | 56.581                                                 | 123,1                                                  |
| 2021                                                   | 56.281                                                 | 122,5                                                  |
| 2022                                                   | 56.616                                                 | 123,2                                                  |
| 2023                                                   | 57.724                                                 | 125,6                                                  |
| 2024                                                   | 58.044                                                 | 126,3                                                  |
| 2025                                                   | 58.675                                                 | 127,7                                                  |

## Geboren in Vorst
- Louise Ochsé (1884-1944), beeldhouwer
- Antoine Vriens (1902-1987), beeldhouwer, medailleur en tekenaar
- Paul Vanden Boeynants (1919-2001), politicus en premier, bijgenaamd "VDB"
- Raymond Goethals (1921-2004), voetballer en trainer
- Walter Swennen (1946-2025), kunstenaar
- Daniël Buyle (1951), journalist
- Guy Moreau (1954), atleet

## Overleden in Vorst
- Eberhard van Arenberg (1892-1969), Lid Belgische adel
- Auguste Heene (1858-1934), politicus, burgemeester van Vorst

## Bekende Vorstenaren
- Jean-Baptiste Dumonceau (1760-1821), graaf van Bergendael
- Eugène Ysaÿe, (1858-1931), violist, dirigent en componist
- Victor Rousseau (1865-1954), kunstschilder en beeldhouwer
- Jean Preckher (1866-1939), componist
- Louise De Hem (1866-1922), kunstschilderes
- Jean Delville (1867-1953), kunstschilder
- Marguerite Bervoets (1914-1944), verzetsstrijdster
- Paul Vanden Boeynants (1919-2001), politicus, premier van België
- Raymond Goethals (1921-2004), voetbaltrainer.
- Jacques Lepaffe (1923-2010), politicus, burgemeester van Vorst
- Corinne De Permentier (1960), politica, burgemeester van Vorst

## Stedenbanden
- Courbevoie (Frankrijk)

## Nabijgelegen kernen
Vorst grenst met de klok mee aan de Brusselse gemeenten Anderlecht, Sint-Gillis, Elsene, Ukkel en de Vlaamse faciliteitengemeente Drogenbos en de plaatsen Ruisbroek, Zuun en Negenmanneke.